# روات (شهرستان بادکند)
روات (به لاتین: Ravat) یک منطقهٔ مسکونی در قرقیزستان است که در شهرستان بادکند واقع شده‌است. روات ۱٬۹۹۳ نفر جمعیت دارد و ۱٬۶۵۸ متر بالاتر از سطح دریا واقع شده‌است.